# Риат, Дамьен
Дамьен Риат (фр. Damien Riat; род. 26 февраля 1997, Женева) — швейцарский хоккеист, нападающий клуба «Лозанна» (с 2021 года). Серебряный призёр чемпионата мира 2018 года.

## Карьера
Сезон 2014/2015 годов швейцарский нападающий провёл в шведской молодёжной команде «Мальмё Редхокс». В конце сезона присоединился к команде своего родного города «Женева-Серветт» и заключил трёхлетний контракт.
Риат дебютировал в профессиональном хоккее в составе «Женева-Серветт» в сезоне 2015/2016 годов. В первом сезоне сыграл в 45 матчах национальной лиги и набрал 21 очко (9 забитых шайб). Провёл ещё три сезона в «Женеве», сыграв 139 матчей в регулярном чемпионате (59 очков) и 13 матчей в плей-офф (4 очка).
3 февраля 2018 года Риат подписал двухлетний контракт с «Билем».
5 марта 2020 года Риат подписал двухлетний контракт начального уровня с командой «Вашингтон Кэпиталз» Национальной хоккейной лиги (НХЛ). 4 августа 2020 года «Вашингтон Кэпиталз» дал одобрение на возвращение Риата в аренду в его бывший клуб «Женева-Серветт». 11 января 2021 года Риат был дисквалифицирован на 7 игр и оштрафован на 6000 швейцарских франков за удар сзади, из-за которого Элия Рива из «Лугано» ударился головой об бортик. 27 января 2021 года, когда до конца его дисквалификации оставалась одна игра, Риат был переведён в АХЛ в «Херши Бэрс», где доиграл сезон.
12 августа 2021 года Риат присоединился к «Лозанне» на правах аренды. В 35 играх регулярного сезона за «Лозанну» Риат забил 11 голов и набрал 28 очков. 22 апреля 2022 года Риат подписал двухлетний контракт с «Лозанной».

## Карьера в сборной
С 2013 года привлекался в различные молодёжные сборные Швейцарии.
На чемпионате мира 2018 года в составе первой национальной сборной Швейцарии стал серебряным призёром. Сыграл шесть игр, очков не набрал.
В 2022 и 2023 годах принимал участие в чемпионате мира.
В 2025 году Риат был включен в состав первой сборной для участия в чемпионате мира, который проходил в Швеции и Дании.